# Euphorbia pachypodioides
Euphorbia pachypodioides är en törelväxtart som beskrevs av Pierre Boiteau. Euphorbia pachypodioides ingår i släktet törlar, och familjen törelväxter. IUCN kategoriserar arten globalt som akut hotad. Inga underarter finns listade i Catalogue of Life.